# テムズ鉄工造船所
テムズ鉄工造船所（英: Thames Ironworks and Shipbuilding Company, Limited）は、イギリスにあった造船会社。テムズ川とバウ運河(Bow Creek)の合流点に造船所と製鉄所を有した。本業は造船だったが、土木工事を始め船舶用エンジン、クレーン、電気製品、自動車も製造した。

## 歴史

### 1837 - 1846
会社は1837年に造船工のトーマス・ディッチバーン(Thomas J.Ditchburn)と技術者で船舶設計技師のチャールズ・メア(Charles Mare)によってディッチバーン・アンド・メア造船所(Ditchburn and Mare Shipbuilding Company)としてデットフォード(Deptford)に設立された。造船所は火災で焼失し1838年に東インド・ドック(East India Dock Basin)とバウ運河(Bow Creek)の間のオーチャード・プレイス(Orchard Place)に移転、倒産した造船会社ウィリアム・アンド・ベンジャミン・ワリス(William and Benjamin Wallis)の敷地を取得した。
会社は数年のうちに3カ所で14エーカー(0.022平方マイル、0.057km2)以上の敷地面積を有するようになった。
造船所はその地域の鋼鉄船を建造した最初の造船所のうちのひとつとなった。50トンから100トンの小さい外輪船の共同建造に始まり、英仏海峡横断船の建造や1840年までには300トン以上の船舶を建造するまでになった。会社の初期の顧客はアイアン・スチームボート社(Iron Steamboat)とブラックウォール鉄道(Blackwall Railway Company)だった。後者のためにメテオール(Meteor)やプリンス・オブ・ウェールズ(Prince of Wales)など数隻の外輪船が建造され、ブルンスウィック・ワルフ(Brunswick Wharf)にある駅とグレーブセンド(Gravesend)の間で運航された。
またこの時代に、会社はイギリス海軍本部から数隻の軍艦を受注した。そのうちの1隻は最初の鉄製軍艦の1つであるリクルート(HMS Recruit)で、それは12門の砲を持つブリッグだった。 またP&O社の汽船アリエル(Ariel)とエリン(Erin)も建造した。

### 1847 - 1856
ディッチバーンは1847年に退職し、会社はC.J.メア社(C.J. Mare and Company)と社名を変更しチャールズ・メアが運営、また船舶設計技師のジェームス・アッシュ(James Ash)が加わった。彼は後に自分の造船所をキュビット・タウン(Cubitt Town)に設立する。
1847年から会社はかなり成長し、リー川沿岸のカニング・タウン(Canning Town)側の土地を取得した。そこはフェリーで両岸を行き来ができる場所だった。
4,000トンの船を建造可能な炉と圧延装置で工場は長さ1ヤードに達した。一方オーチャード・プレイスではリー川の合流点が狭いため、1000トン未満の船の建造に制限された。
3000人以上の従業員がいた会社は、1855年に倒産による閉鎖の危機に直面した。完成した工事の支払いの遅延による財政困難、もしくはイギリス海軍艦艇の建造費を誤算したことが考えられた。6隻の砲艦や1862年建造のウェストミンスター橋(Westminster Bridge)契約の注文がまだあった。

### 1857 - 1912
会社の主債権者で従業員のジョゼフ・ウェストウッド(Joseph Westwood)とロバート・バイリー(Robert Baillie)は稼働中の会社を維持するために工場長に就任した。会社を救った主な人物はメアの義父でグリニッジの保守党下院議員のピーター・ロルト(Peter Rolt)だった。ロルトは木材商でありペット造船一家(Pett shipbuilding family)の子孫だった。
ロルトは会社の資産を整理して、1857年に新会社テムズ鉄工造船工業株式会社(Thames Ironworks and Shipbuilding and Engineering Company Ltd.)へ移行した。新会社は10万ポンドの資本金とし、5000ポンドずつ20口に分割しロルトが5口を保有、主要株主と会議議長の座を手にした。
1861年発行のメカニックス・マガジンで「レヴィアタンの仕事場」と記述された構内を持つ新会社がテムズ川で最も大きい造船会社だった。1860年代の大縮尺の英国陸地測量部地図によると、造船所は直角に曲がったバウ運河東の堤防とテムズ・ウォルフへ続く鉄道を3辺とした大きな三角形の敷地と西の堤防の小さい敷地を占めていた。またメインの工場は長さ1,050フィート(320m)の岸壁を備えていた。東南にむかって、工場はバウ運河東のテムズ川北の堤防を占め、2つの造船台が直接テムズ川に面していた。今日、道路A1020 Lower Lea Crossingとドックランズ・ライト・レイルウェイがカニング・タウン(Canning Town)駅の南で敷地に交差する。
1863年までに造船所では2万5000トンの軍艦と1万トンの郵便船を同時に造る能力があった。最初のイギリス海軍本部との契約の1つは1860年に進水したウォーリアで、当時世界最大の軍艦であり最初の鉄製外皮の装甲フリゲートだった。1863年に長さ400フィート(120m)、排水量10,690トンのマイノーター(HMS Minotaur)が続いた。
ミノタウルスなどの艦艇の作業はリー川のカニング・タウン側で行われた。1856年に10エーカー(0.016平方マイル、0.040km2)未満だった敷地が1891年までに30エーカー(0.047平方マイル、0.121km2)にまで広がったのがこの場所である。会社の公式な所在は1909年までオーチャード・プレイスにあり、そこは1860年代後半まで5エーカー(0.008平方マイル/0.020km2)の土地しか持てない最小限の場所だった。
一般船の建造は石炭と鉄の供給が近い北部の造船所がコスト的にかなりの優位となり、1866年の財政危機で多くの造船所が閉鎖された。テムズ鉄工などの存続した造船所は軍艦とオーシャン・ライナーに特化した 。
ウォーリアとミノタウルスの成功に続き、デンマーク、ギリシア、ポルトガル、ロシア、スペイン、オスマン帝国など世界中の海軍から注文が出され、艦艇が建造された。そしてプロシア海軍で最初の鉄製外皮の軍艦ケーニヒ・ヴィルヘルムが1869年に建造され、またポルトガルの巡洋艦Alfonso de Alburquerqueが1883年に建造された。
1890年代に博愛家アーノルド・ヒルズ(Arnold Hills)が常務になった。彼は元々1880年、23歳のときに工場の理事会に加わった。工場作業が1日10時間から12時間のシフトが一般的だった時代に8時間労働を自発的に導入した最初の重役のひとりだった。
1895年にヒルズは、会社の従業員のためにフットボールクラブを設立するのを助けた。テムズ鉄工FCは設立から2年で、FAカップとロンドン・リーグに参加した。委員会はプロ選手雇用の要望を提出しテムズ鉄工FCは1900年6月に解散、ウェストハム・ユナイテッドFCが1カ月後に設立された。
造船所は閉鎖までに144隻の軍艦とその他多数の艦船を建造した。1911年にヒルズは新造艦発注の不足についてウィンストン・チャーチルに、次いで海軍本部長に陳情をした。しかしそれは失敗に終わり、造船所は1912年に閉鎖を余儀なくされた。それから2年経たずにイギリスはドイツと戦争に突入し、造船所で最後の建造となった主力艦がユトランド沖海戦に参加した。

## 注目に値する製品
- 1850年代にサルタッシュ(Saltash)のタマール(Tamar)川に架かるI.K.ブルネル設計のロイヤルアルバート橋(Royal Albert Bridge)の鉄骨を製造した[1]。
- 恐らくこの会社の最も有名な船は1860年に進水したイギリス海軍軍艦ウォーリアであり、世界初の全鋼鉄製の軍艦だった。1861年10月の竣工時には世界で最大、最速、最大の兵装と装甲を持つ軍艦だった。
- 1904年から1905年に起きた日露戦争において、日本海軍の主力を成したイギリス製戦艦6隻のうちの2隻を1890年代に建造した。
- 1898年のイギリス海軍戦艦アルビオンの進水では、発生した波で200人が見学していた舞台が崩壊し、24人が溺死した。
- 本造船所によって建造された最後の主力艦サンダラー、2万2500トンは1911年に進水した。

## 建造艦船
英語のリンクは英語版Wikipediaへのリンク

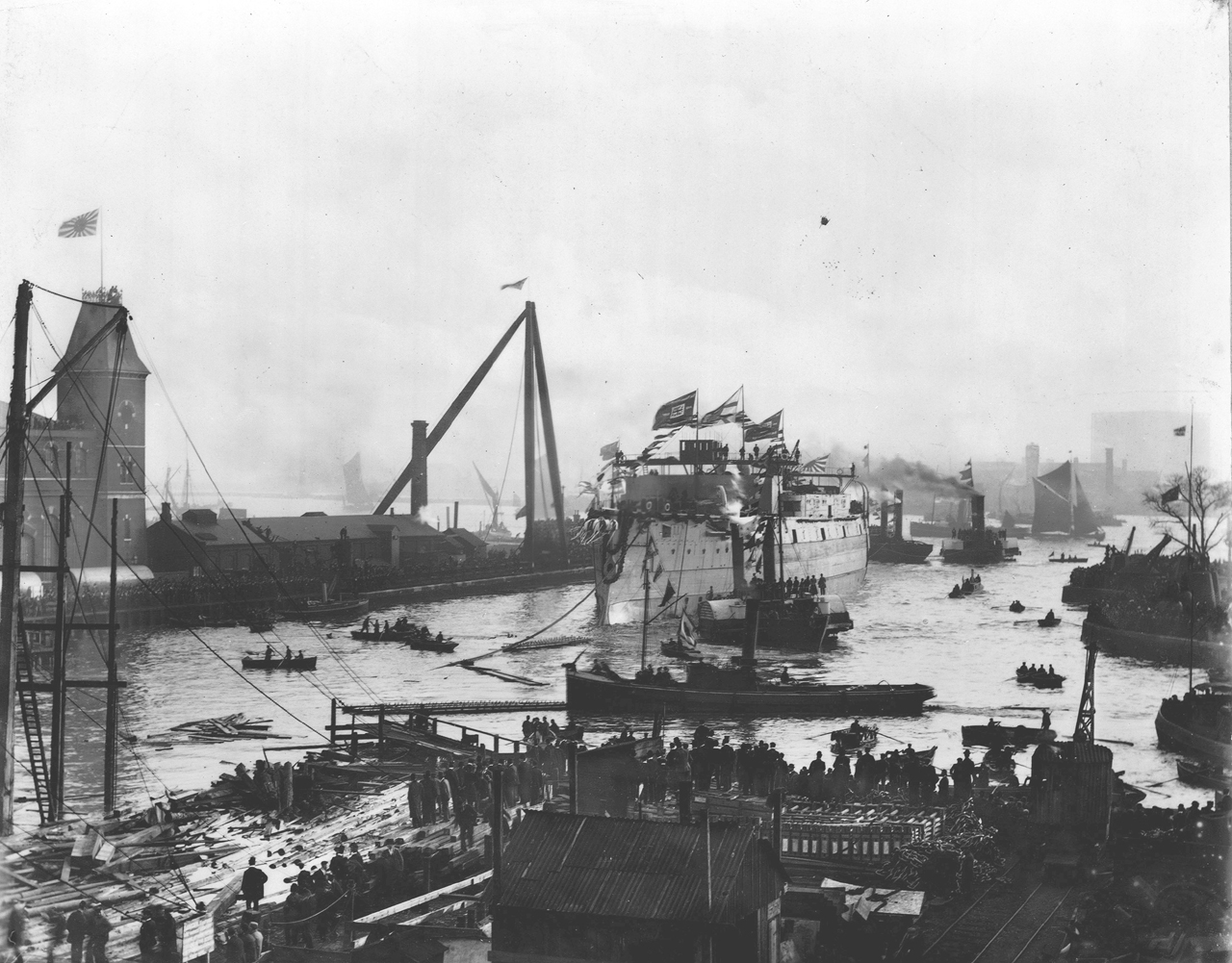
戦艦敷島、進水の様子（1898年）

- HMS Trident - イギリス、1845年（ディッチバーン・アンド・メア社）[7]
- HMS Recruit - イギリス、1846年、鉄製ブリッグ
- PS Vladimir - 1848年 (C J メア社)、ロシア戦闘蒸気船[8]
- Argo - 1853年、初めて世界一周をした蒸気船
- ウォーリア - イギリス、1860年
- Yavari and Yapura - 1862年、ペルーでの組み立て部品として
- HMS Minotaur - イギリス、1863年
- Victoria - フリゲート、1865年 [9]
- Anglia - 1866年、鉄製外輪タグボート[10]
- ケーニヒ・ヴィルヘルム - 1869年、プロイセン海軍 [11]
- HMS Magdala - イギリス、1870年
- Fox - 1877年、鉄製タグボート[10]
- Canada - 1880年、スクリュータグボート[10]
- HMS Linnet - イギリス、1880年
- ベンボウ - イギリス、1885年
- サンス・パレイル - イギリス、1887年
- 富士 - 日本、1896年
- 敷島 - 日本、1898年
- アルビオン - イギリス、1898年
- J C Madge - RNLI、シュリンガム救命艇、1904年[12]
- HMS Nautilus - イギリス、1910年。HMS Grampusと後年改名
- サンダラー - イギリス、1911年